# Analogie (Biologie)

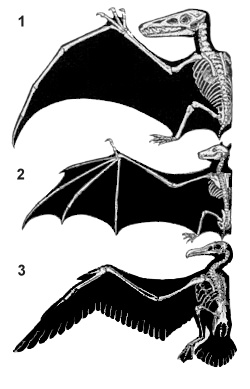
Flugfähigkeit hat sich bei Pterosauriern (1), Fledertieren (2) und Vögeln (3) konvergent entwickelt. Die Flügel dieser Wirbeltiergruppen sind analoge Organe (als Vordergliedmaßen homologe Organe). Die Flügel werden bei Pterosauriern vom 4. Finger getragen, bei den Fledertieren vom 2. bis 5. Finger, bei den Vögeln wesentlich vom 2. Finger.

Eine Analogie (griechisch ἀναλογία, analogia „Entsprechung“) ist in der Biologie eine Ähnlichkeit der Struktur von Organen, Proteinen, Genen oder Verhaltensweisen unterschiedlicher Lebewesen, die bei diesen jeweils stammesgeschichtlich unabhängig entstanden ist. Demnach wiesen die gemeinsamen Vorfahren dieser Lebewesen diese Ausprägung noch nicht auf. Eine Analogie ist oft an eine einander entsprechende Funktion gebunden.
Die Entwicklung von analogen Merkmalen bei nicht näher verwandten Arten wird als konvergente Evolution (auch konvergente Entwicklung oder Parallelevolution) oder kurz als Konvergenz bezeichnet. Die Existenz von Konvergenz bedeutet, dass die bloße Ähnlichkeit eines Merkmals noch keinen Rückschluss auf Verwandtschaft erlaubt. Ähnliche Merkmale deuten möglicherweise nur auf dieselbe oder eine ähnliche Funktion hin. Auch eine zufällige oder durch gleich verlaufene adaptive Radiation entstandene Ähnlichkeit kann nicht von vornherein ausgeschlossen werden. Vor allem in der Molekularbiologie spricht man beim Vorkommen von gemeinsamen Merkmalen, die auf Analogie zurückgehen und daher nichts über die Verwandtschaftsbeziehungen der untersuchten Arten aussagen, von Homoplasie.
Das Gegenteil – gemeinsame Merkmale, die von einem gemeinsamen Vorfahren ererbt und dadurch einander ähnlich sind – wird als Homologie bezeichnet. Homologe Organe oder Gene haben den gleichen stammesgeschichtlichen Ursprung, aber nicht unbedingt die gleichen Funktionen. Sie können sich über lange Zeiträume auseinanderentwickeln (Divergenz) und dann beim Vergleich der Arten sehr unterschiedlich aussehen. Die Ähnlichkeit von Merkmalen zwischen verschiedenen Arten unabhängig von ihrer Homologie bzw. Analogie, z. B. wenn diese unbekannt oder umstritten ist, wird als Korrespondenz bezeichnet.
Von Analogie bzw. Homologie wird im Allgemeinen nur in Bezug auf Merkmale gesprochen. Es ist vorgeschlagen worden, die Begriffe auch auf die Funktionen zu beziehen, dies ist aber normalerweise nicht üblich.

## Analoge Merkmale
Analoge Organe ähneln sich nicht nur in der Funktion, sondern teilweise auch äußerlich, teilweise sogar (oberflächlich) anatomisch. Sie sind aber stammesgeschichtlich unterschiedlich und unabhängig voneinander entstanden. Sie bilden also keine Verwandtschaftsbeziehungen ab. Vielmehr lassen ähnliche Organe nur Rückschlüsse auf ähnliche Umweltbedingungen und Lebensweisen zu.
Analoge Merkmale entstehen nach der Systemtheorie der Evolution durch ein Wechselspiel von konvergentem Selektionsdruck und Entwicklungskorridoren. Sie bilden sich im Lauf der Evolution durch Anpassung an eine ähnliche funktionale Anforderung und ähnliche Umweltbedingungen heraus. Häufig haben sich Lebewesen mit analogen Merkmalen an ähnliche ökologische Nischen angepasst (vgl. Stellenäquivalenz).
Die Begriffe Analogie und Konvergenz werden besonders häufig in der Zoologie verwendet. Ein Beispiel dafür sind die Flossenbildungen bei Fischen bzw. Walen. Die Flossen der Wale haben zwar gleiche Funktion und ähnliche Form wie die der Fische, sind aber stammesgeschichtlich aus den Gliedmaßen der ehemals landlebenden Säugetiere entstanden.
In der Botanik gibt es ebenfalls analoge Bildungen der Pflanzen. So werden von Laien Stacheln oft mit Dornen verwechselt. Im Gegensatz zu den Dornen werden Stacheln aber nur aus den oberen Zellschichten (Epidermis, Rindengewebe) gebildet. Sie sind also nur Oberflächenstrukturen (Emergenzen). Dornen sind hingegen Umbildungen der Blätter oder der Sprossachse. Solche Umbildungen zur Anpassung an besondere Lebens- und Umweltbedingungen bezeichnet man in der Botanik als Metamorphose.
Die Begriffe Analogie und Homologie werden auch bei evolutionären Argumentationen in der Molekulargenetik und Proteomik verwendet. Bei analogen Genen bzw. Proteinen sind Basen- oder Aminosäureabfolgen zwar gleichartig lautende Abschnitte, die aber z. B. durch Mutationen aus verschiedenen oder an unterschiedlichen Orten (loci) liegenden Genen hervorgehen.

## Beispiele

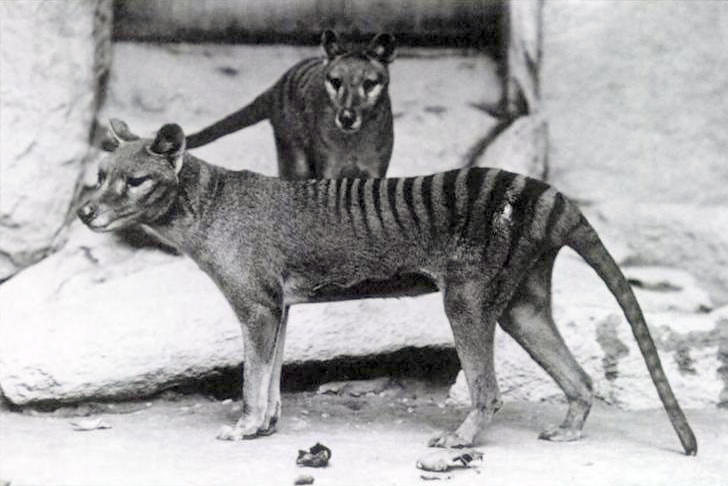
Der ausgestorbene Beutelwolf, der nicht näher mit den Hunden verwandt ist, ist ein Beispiel für konvergente Evolution.

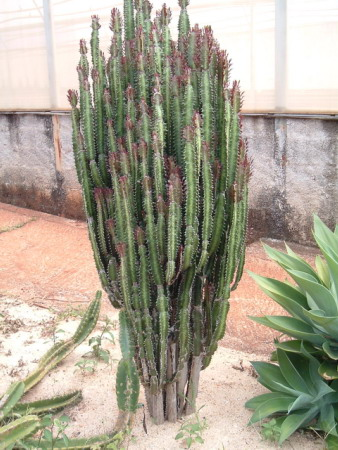
Die Dreikantige Wolfsmilch, eine beliebte Zimmerpflanze, ähnelt dem Kandelaberkaktus.

Ein klassisches Beispiel sind die Schädel von Wolf und Beutelwolf, die Gestalt von Ameisenbär und Erdferkel oder auch von Igel und Ameisenigel. Die Ursache für solche konvergenten Entwicklungen, die zu Analogien führten, sind gleiche Selektionsfaktoren, die zu vergleichbaren Anpassungen geführt haben.
„Das bekannteste Beispiel sind die Beuteltiere Australiens […] da keine Plazenta-Säugetiere in Australien vorhanden waren, entwickelten sie Anpassungstypen, die denen der nördlichen Halbkugel entsprechen.“
Ein weiteres Beispiel stellen die an die Fortbewegung unter Wasser angepassten Gliedmaßen von verschiedenen wasserlebenden Wirbeltieren dar, wie z. B. Schildkröten, Walen und Pinguinen, die zwar allesamt Abwandlungen des Grundbauplans einer fünfgliedrigen Extremität darstellen und somit homolog zueinander sind, sich jedoch aufgrund ihrer verschiedenen Abstammung aus Beinen oder Flügeln unabhängig voneinander entwickelt haben und somit zueinander analog sind. Es handelt sich also um Anpassungen an ähnliche Umweltbedingungen, die zu ähnlichen Formen und Funktionen führten. Wenn man im Stammbaum allerdings genügend weit zurückgeht, stammen die Reptilien, Säuger und Vögel von einem gemeinsamen Vorfahren ab, der die fünfstrahlige Vorderextremität aufweist.
Selbst innerhalb bestimmter Taxa wird konvergente Evolution angenommen, etwa bei den Mundwerkzeugen von Insekten. Hier ist es von ursprünglich beißend-kauenden Mundwerkzeugen zu verschiedenen abgeleiteten Funktionstypen gekommen, einerseits bei blütenbesuchenden Insekten die Ausbildung von Saugrüsseln, die sehr effizient Nektar aufnehmen können, andererseits die konvergente Ausbildung stechend-saugender Mundwerkzeuge.
Auch die Tierläuse entwickelten sich trotz ihrer großen morphologischen Ähnlichkeit im Laufe der Evolution zweimal unabhängig voneinander. Die große Übereinstimmung der parasitischen Körpermerkmale ist somit das Ergebnis der Anpassung an das Wirtstier.
Auch bei Pflanzen sind konvergente Entwicklungen bekannt. Ein Beispiel findet sich bei den Sukkulenten: Der neuweltliche Kandelaberkaktus Pachycereus weberi sieht der Dreikantigen Wolfsmilch Euphorbia trigona aus Afrika sehr ähnlich. Die Anordnung der Blattdornen und die Blütenform ermöglichen eine Unterscheidung (Bestimmung). Die Ähnlichkeit beruht auf der Anpassung an den trocken-heißen Standort.
Konvergenz gibt es nicht nur im Bereich der Körperform, sondern auch auf molekularer Ebene. Wiederkäuer wie das Hausrind und blätterfressende Schlankaffen wie der Langur Presbytis entellus gehören zwar weit entfernten systematischen Gruppen an, besitzen aber ein sehr ähnliches Lysozym-Molekül, das im Magen produziert wird.
Weitere Beispiele für analoge Organe und Strukturen sind
- die Grabbeine von Maulwurfsgrillen (Insekten) und Maulwürfen (Säugetiere)
- das Innenskelett von Kopffüßern (Schulp) und Wirbeltieren (Chorda, Wirbelsäule).
- die Flügel von Vögeln, Fledertieren und Pterosauriern.
- die Flügel eines Vogels und die Flügel eines Schmetterlings
- die papageienartigen Schnäbel bei Kopffüßern, Papageien und Alligatorschildkröten
- die entenartigen Schnäbel bei Enten, Schnabeltieren und Hadrosauriern
- der schlangenförmige Körperbau bei Aalen, Blindschleichen, Schleichenlurchen und Schlangen.
- die strömungsgünstige Körperform bei schnell schwimmenden Wirbeltieren wie Haien, Delphinen, Ichthyosauriern und Pinguinen (Vögel)
- Linsenauge bei Kopffüßern und Wirbeltieren.

## Begriffsabgrenzungen

### Analogie und Homologie
- Analog sind Strukturen, die sich nicht auf einen gemeinsamen Bauplan zurückführen lassen. Ihre ähnliche Ausprägung wird durch Konvergenz erklärt. Ein Beispiel: Die Flügel der Vögel und der Fledermäuse (Flughaut), sind bezüglich der Tragfläche – Federn bzw. Flughaut – analog. Die Fledermäuse haben ihre Flughaut jedoch zwischen den Fingern ihrer Vordergliedmaßen aufgespannt, die Vögel fliegen mit der gesamten Schwinge, also dem Arm mit den Federn. Einer Funktionsgleichheit liegt ein ganz anderer Bauplan zu Grunde.
- Homolog sind Strukturen, die sich auf einen gemeinsamen Bauplan zurückführen lassen. Ihre unterschiedliche Ausprägung wird durch Divergenz erklärt. Ein Beispiel: Die Vorderflossen eines Delfins und die Vorderbeine eines Elefanten sind bezüglich des Skelettes homolog, da die Reihenfolge der Knochen, also Oberarmknochen, Elle und Speiche etc. gleich geblieben ist. Einem fast gleichen Bauplan steht eine ganz andere Funktion gegenüber.

Teilweise ist die Unterscheidung zwischen „analog“ und „homolog“ aber standpunktabhängig: Flossen von Delfinen und Pinguinen stellen homologe Extremitäten dar, die Flossenstrukturen gehen aber nicht auf gemeinsame Vorfahren zurück. Sie stellen analoge Exaptationen dar. Genauso sind die Flügel von Fledermäusen und Vögeln analoge Entwicklungen auf Basis homologer Extremitäten. In beiden Beispielpaaren sind die gemeinsamen Strukturen der gemeinsamen Vorfahren die Vorderextremitäten von Sauropsida vor etwa 310 Millionen Jahren.

### Sekundärbildungen
Bisweilen wird die Funktion eines Organs, das im Verlaufe der Evolution zurückgebildet wurde, später sekundär durch ein analoges Organ erfüllt, wenn sich die Lebensumstände wieder in die ursprüngliche Richtung ändern, z. B. ein Landtier ins Wasser zurückkehrt (Beispiel: die Fluke der Wale als sekundäre Schwanzflosse). In seltenen Fällen wie dem sekundären Kiefergelenk erfolgt der Übergang vom primären zum sekundären Organ auch direkt.

### Koevolution
Ein ganz anderer Prozess als Konvergenz oder Parallelevolution ist Koevolution, welche die Anpassungen stark interagierender Arten bezeichnet. Ein Beispiel sind einige Vertreter der Pflanzengattung Hippeastrum (Ritterstern), deren Blütenform spezifisch auf die Bestäubung durch einige Kolibriarten ausgelegt ist. Die Schnabelform der Kolibris wiederum hat sich im Laufe der Zeit an die Form des Blütenkelches angepasst. Diese gemeinsame Entwicklung hat Vorteile für beide Arten. Einerseits ist sichergestellt, dass die Kolibris nicht mit Vertretern anderer Arten um Nahrung konkurrieren müssen, da kein anderes Tier den Nektar erreichen kann. Andererseits ist durch die Körperform des Vogels und die Tatsache, dass er den Nektar im Flug aufnimmt, gewährleistet, dass der Blütenstaub an seiner Brust haften bleibt und er andere Blüten damit bestäubt. Auch die Ähnlichkeit von Arten aufgrund von Mimikry, zum Beispiel die Nachahmung des Flügelmusters eines giftigen Schmetterlings durch eine nicht nahe verwandte ungiftige Art, kann als Koevolution aufgefasst werden.

### Parallelismus
Als Parallelismus wird bereits bei Charles Darwin die Ähnlichkeit von Formen in geographisch weit voneinander getrennten Regionen bezeichnet. Später wurde der Ausdruck vor allem dann verwendet, wenn nahe verwandte Arten, zum Beispiel Angehörige derselben Gattung, voneinander unabhängig gemeinsame Merkmale ausbilden. Diese Verwendung ist teilweise bis heute üblich. Nach diesem Sprachgebrauch ist Konvergenz auf die Ausbildung ähnlicher Merkmale bei nur entfernt miteinander verwandten Arten beschränkt. Diese strikte begriffliche Trennung wird aber nicht von allen Biologen so praktiziert.